# Коллекционер (роман)
«Коллекционер» — первый роман Джона Фаулза, написанный им в 1963 году. Входит в британскую версию «100 лучших детективных романов всех времён».

## Сюжет
Роман рассказывает об одиноком молодом человеке, Фредерике Клегге, служащем клерком в муниципалитете Лондона. В свободное время юноша увлекается коллекционированием бабочек.
В первой части романа рассказ идёт от имени Клегга. Он увлечён девушкой по имени Миранда Грей, студенткой художественного училища. Но Клегг недостаточно образован, не интересуется ничем, кроме бабочек, и у него не хватает смелости познакомиться с ней. Он восхищается Мирандой на расстоянии.
Однажды Клегг выигрывает большую сумму на скачках. Это позволяет ему уволиться, отправить своих родственников за границу и купить дом в сельской глуши. Продумав похищение, Клегг привозит Миранду в загородный дом и запирает её в подвале. Он убеждён, что девушка сможет полюбить его.
Вторая часть романа представляет собой «дневник» Миранды о тяготах заточения и воспоминаниях жизни на воле. Сперва она думала, что целью похищения было сексуальное насилие, но это оказывается не так. За безнадёжную одержимость ею Миранда сравнивает Клегга с Калибаном из шекспировской пьесы «Буря».
Миранда предпринимает несколько попыток бежать, но каждый раз Клегг останавливает её. Затем она пытается соблазнить его, но похититель лишь озлобляется. Тогда она решается убить его, что также не получается. Девушка винит себя за этот отчаянный шаг, понимая, что убийство опустит её до уровня похитителя. Миранда тяжело заболевает и умирает.
Третья и четвёртая части представляют записи из дневника Клегга. Найдя мёртвую Миранду, он сперва думает написать письмо в полицию и совершить самоубийство, но решает напоследок выспаться. Затем он узнаёт из дневника Миранды, что та никогда не любила его. Он решает, что в таком случае не в ответе за случившееся.
Книга завершается на мыслях Клегга о плане похищения другой девушки.

## Экранизация и аллюзии
В 1965 году режиссёром Уильямом Уайлером по роману снят одноименный фильм. Он номинировался на «Оскар» в номинациях «Лучшая женская роль», «Лучший адаптированный сценарий» и «Лучшая режиссура». Главные роли исполнили Теренс Стэмп и Саманта Эггар.
«Коллекционер» обыгрывается в романе Стивена Кинга «Мизери» (в частности, третья часть этого романа начинается с прямого цитирования). В первой серии второго сезона сериала «Мыслить как преступник» маньяк использует для текста своих посланий первое издание романа Фаулза. Романом навеяны произведения под названием «Коллекционер» группы Deadушки (из альбома «PoR.no») и Мэйти. В. Пелевин опубликовал в январе 1993 года ироническое эссе «Джон Фаулз и трагедия русского либерализма».